# Provincia di Aniceto Arce
La provincia di Aniceto Arce è una delle 6 province del dipartimento di Tarija nella Bolivia meridionale. Il capoluogo è la città di Padcaya.
Al censimento del 2001 possedeva una popolazione di 52.570 abitanti.

## Geografia antropica

### Suddivisioni amministrative
La provincia è suddivisa in 2 comuni:
- Bermejo
- Padcaya